# Coupe du monde de saut à ski 1987-1988
Navigation
Édition précédente Édition suivante
L'édition 1987/1988 de la Coupe du monde de saut à ski est une compétition sportive internationale rassemblant les meilleurs athlètes mondiaux pratiquant le saut à ski. Elle s'est déroulée entre le 5 décembre 1987 et le 27 mars 1988 et a été remportée par le Finlandais Matti Nykanen suivi du Tchécoslovaque Pavel Ploc et du Yougoslave Primož Ulaga.

## Jeux Olympiques de 1988
Cette même année eurent lieu les Jeux Olympiques de  Calgary.

## Classement général
| Rang | Nom                  | Pays               | Points |
| ---- | -------------------- | ------------------ | ------ |
| 1    | Matti Nykänen        | Finlande           | 282    |
| 2    | Pavel Ploc           | Tchécoslovaquie    | 187    |
| 3    | Primož Ulaga         | Yougoslavie        | 127    |
| 4    | Jiří Parma           | Tchécoslovaquie    | 125    |
| 5    | Ernst Vettori        | Autriche           | 114    |
| 6    | Jens Weissflog       | Allemagne de l'Est | 111    |
| 7    | Erik Johnsen         | Norvège            | 106    |
| 8    | Miran Tepeš          | Yougoslavie        | 96     |
| 9    | Ole Gunnar Fidjestøl | Norvège            | 82     |
| 10   | Jan Boklöv           | Suède              | 64     |

## Résultats
| Date       | Lieu                   | Vainqueur       | Deuxième              | Troisième               |
| ---------- | ---------------------- | --------------- | --------------------- | ----------------------- |
| 5.12.1987  | Thunder Bay            | Matti Nykanen   | Pavel Ploc            | Ernst Vettori           |
| 6.12.1987  | Thunder Bay            | Matti Nykanen   | Jens Weißflog         | Vegard Opaas            |
| 12.12.1987 | Lake Placid            | Pavel Ploc      | Dieter Thoma          | Andreas Bauer           |
| 13.12.1987 | Lake Placid            | Pavel Ploc      | Jiří Parma            | Vegard Opaas            |
| 19.12.1987 | Sapporo                | Matti Nykanen   | Werner Schuster       | Martin Švagerko         |
| 20.12.1987 | Sapporo                | Matti Nykanen   | Jiří Parma            | Staffan Tällberg        |
| 30.12.1987 | Oberstdorf             | Pavel Ploc      | Matti Nykanen         | Staffan Tällberg        |
| 1.1.1988   | Garmisch-Partenkirchen | Matti Nykanen   | Staffan Tällberg      | Jens Weißflog           |
| 3.1.1988   | Innsbruck              | Matti Nykanen   | Andreas Bauer         | Jens Weißflog           |
| 6.1.1988   | Bischofshofen          | Matti Nykanen   | Primož Ulaga          | Ole Christian Eidhammer |
| 9.1.1988   | Liberec                | Concours annulé | Concours annulé       | Concours annulé         |
| 10.1.1988  | Harrachov              | Concours annulé | Concours annulé       | Concours annulé         |
| 17.1.1988  | Gallio                 | Ernst Vettori   | Primož Ulaga          | Jiří Parma              |
| 20.1.1988  | Saint-Moritz           | Matti Nykanen   | Erik Johnsen          | Remo Lederer            |
| 22.1.1988  | Gstaad                 | Pavel Ploc      | Miran Tepeš           | Jens Weißflog           |
| 24.1.1988  | Engelberg              | Jens Weißflog   | Matti Nykanen         | Andreas Felder          |
| 4.3.1988   | Lahti                  | Matti Nykanen   | Jan Boklöv            | Erik Johnsen            |
| 6.3.1988   | Lahti                  | Matti Nykanen   | Jan Boklöv            | Erik Johnsen            |
| 18.3.1988  | Meldal                 | Erik Johnsen    | Oliver Strohmaier     | Jiri Malec              |
| 20.3.1988  | Oslo                   | Erik Johnsen    | Ole Gunnar Fidjestoel | Günther Stranner        |
| 26.3.1988  | Planica                | Primož Ulaga    | Pavel Ploc            | Ernst Vettori           |
| 27.3.1988  | Planica                | Primož Ulaga    | Rajko Lotrič          | Didier Mollard          |

## Liens & Sources
Résultats Officiels FIS